# Thryonomys gregorianus
Очеретник малий, або Малий очеретяний щур (Thryonomys gregorianus) — вид гризунів родини очеретяні щури (Thryonomyidae), який мешкає у південній та східній Африці, а також у північній частині південної Африки.

## Зовнішня морфологія
Малий очеретяний щур досягає розмірів 520 мм, але хвіст має коротший ніж у щетинця великого і має чотири молочні залози замість шести. Також, на відміну від Thryonomys swinderianus, цей "щур" зустрічається у сухіших місцевостях, серед виходів гірських порід на поверхню, на сухих руслах річок і в саванах.

## Проживання та поведінка
Діапазон поширення по висоті: від рівня моря до 2000 м, але може перебувати й на більших висотах. Живе у трав'янистій і лісовій місцевості і пов'язаний з водно-болотними угіддями. Найкраще почувається серед напівводних трав. Тварини часто поодинокі, але іноді зустрічаються в невеликих групах. Розмір приплоду 3–4 новонароджених. 